# U-18 (Kriegsmarine)
U-18 je bila nemška vojaška podmornica Kriegsmarine, ki je bila dejavna med drugo svetovno vojno.

## Zgodovina
U-18 je bila sprejeta v aktivno službo 4. januarja 1936. Do novembra istega leta je spadala pod 1. podmorniško flotiljo.
20. novembra 1936 je prišlo do trčenja s torpedovko T 156. Podmornica je potonila, ob tem pa je umrlo 8 mornarjev. Po nesreči so podmornico zopet dvignili na površje, jo popravili in jo 30. septembra 1937 zopet sprejeli v floto. Do septembra 1942 je službovala v različnih flotiljah, nato pa so jo po kopnem in reki Donavi prepeljali po delih do pristanišča Galați, kjer so jo zopet sestavili.
Po Donavi in Črnem morju so jo prepeljali do romunskega pristanišča Konstanca.
V Črnem morju je kot podmornica 30. podmorniške flotilje delovala proti sovjetskim ladjam.
20. avgusta 1944 je bila v pristanišču Konstanca (Constanța) ob sovjetskem zračnem napadu močno poškodovana. 25. avgusta jo je posadka namerno potopila. Konec leta 1944 jo je sovjetska mornarica dvignila na površje in odvlekla v Sevastopol. Zaradi nepopravljivih poškodb jo je leta 1947 sovjetska podmornica M-120 pred pristaniščem Sevastopol potopila s topovskimi streli.

## Poveljniki
| Poveljniki |                         |                                     |                                        |
| Št.        | Čin                     | Ime                                 | Poveljstvo                             |
| 1.         | Kapitanporočnik         | Hans Pauckstadt                     | 4. januar 1936 - 20. november 1936     |
| 2.         | podmornica izven službe | podmornica izven službe             | 21. november 1936 - 29. september 1937 |
| 3.         | Kapitanporočnik         | Heinz Beduhn                        | 30. september 1937 - 31. oktober 1937  |
| 4.         | Kapitanporočnik         | Max-Hermann Bauer                   | 1. november 1937 - 24. november 1939   |
| 5.         | Nadporočnik             | Ernst Mengersen                     | 24. november 1939 - 2. september 1940  |
| 6.         | Kapitanporočnik         | Heinz Linder                        | 3. september 1940 - 17. december 1940  |
| 7.         | Kapitanporočnik         | Ernst Vogelsang                     | 18. december 1940 - 6. maj 1941        |
| 8.         | Poročnik                | Hans-Achim von Rosenberg-Gruszynski | 7. maj 1941 - 31. maj 1942             |
| 9.         | Nadporočnik             | Friedrich-Wilhelm Wissmann          | 1. junij 1942 - 18. avgust 1942        |
| 10.        | podmornica izven službe | podmornica izven službe             | 19. avgust 1942 - 2. december 1942     |
| 11.        | Nadporočnik             | Karl Fleige                         | 3. december 1942 - 25. maj 1944        |
| 12.        | Nadporočnik             | Rudolf Arendt (v.d.)                | 25. maj 1944 - 7. junij 1944           |
| 13.        | Nadporočnik             | Karl Fleige                         | 8. junij 1944 - 25. avgust 1944        |

## Tehnični podatki
| Kategorije                                    | Podatki         |
| --------------------------------------------- | --------------- |
| Teža (t): na površju pod površjem polna Teža  | 279 328 414     |
| Dolžina (m) - tlačni trup (m)                 | 42,70 - 28,20   |
| Širina (m) - tlačni trup (m)                  | 4.08 - 4,00     |
| Izpodriv (m)                                  | 3,90 m          |
| Višina (m)                                    | 8,60            |
| Moč (hp): na površju pod podvršjem            | 700 360         |
| Hitrost (vozlov): na površju pod podvršjem    | 13,0 7,0        |
| Doseg (milja/vozel): na površju pod podvršjem | 3100/8 43/4     |
| Torpeda/Torpedne cevi                         | 5/3 (na premcu) |
| Mine                                          | 12 TMA          |
| Posadka                                       | 22-24           |
| Maksimalni potop (m)                          | 150             |

## Potopljene ladje
| Datum             | Ime                             | Država              | Tonaža    | Usoda                |
| ----------------- | ------------------------------- | ------------------- | --------- | -------------------- |
| 18. november 1939 | Wigmore (ribiška ladja)         | Združeno kraljestvo | 345 BRT   | potopljena (torpedo) |
| 23. januar 1940   | Bisp (tovorna ladja)            | Norveška            | 1.000 BRT | potopljena (torpedo) |
| 23. junij 1943    | Leningrad (tovorna ladja)       | Sovjetska zveza     | 1.783 BRT | potopljena (torpedo) |
| 17. julij 1943    | Vorošilov (tovorna ladja)       | Sovjetska zveza     | 3.908 BRT | potopljena (torpedo) |
| 29. avgust 1943   | TSC-11 (protipodmorniška ladja) | Sovjetska zveza     | 400 BRT   | potopljena (torpedo) |